# Liên đoàn Spartakus
Liên đoàn Spartacus (tiếng Đức: Spartakusbund) là một phong trào cách mạng chủ nghĩa Mác tổ chức tại Đức trong thế chiến I. Liên đoàn này được đặt tên theo Spartacus, lãnh đạo của cuộc nổi loạn nô lệ lớn nhất của Cộng hòa La Mã. Tổ chúc này được thành lập bởi Karl Liebknecht, Rosa Luxemburg, Clara Zetkin, và những người khác. Liên đoàn sau đó đổi tên thành Kommunistische Partei Deutschlands (KPD) (Đảng Cộng sản của nước Đức), gia nhập Quốc tế cộng sản vào năm 1919. Thời điểm mà nó hoạt động mạnh nhất là trong cuộc Cách mạng Đức (1918–1919), khi tổ chức này tìm cách kích động một cuộc cách mạng qua lưu hành tờ báo Lá thư Spartacus.